# Kevin Hofland
Kevin Hofland (* 7. Juni 1979 in Brunssum) ist ein ehemaliger niederländischer Fußballspieler und heutiger -trainer. In seiner aktiven Karriere spielte er in den Niederlanden, in Deutschland, auf Zypern und als niederländischer Nationalspieler.

## Karriere

### Als Spieler

#### Kindheit, Jugend und Anfänge
Kevin Hofland wurde als Kind des Fußballers Hub Hofland in Brunssum geboren. Sein Vorname ist eine Hommage an Kevin Keegan, der kurz vor Kevins Geburt mit dem Hamburger SV deutscher Meister geworden war. Hofland ist Enkel einer Großmutter aus Österreich; über seine Mutter lernte er früh Deutsch. Mit dem Fußballspielen begann Hofland, dessen Vater auch sein Jugendtrainer war, beim SV Limburgia. Von dort ging er in Fortuna Sittards Jugend und wechselte dort 1997 in den Aktivenbereich. Im Oktober 1997 debütierte er 18-jährig in der Eredivisie. In der Folgezeit konnte er sich einen Stammplatz in Sittard sichern. Hofland belegte mit Sittard in drei Spielzeiten jeweils einen Platz im unteren Drittel. Seine Leistungen blieben anderen nicht verborgen. So bekundete unter anderem der PSV Eindhoven sein Interesse an ihm.

#### PSV Eindhoven
Hofland folgte zur Saison 2000/01 dem Ruf des damaligen Trainers der PSV, Eric Gerets, und wurde Stammspieler. Zum Saisonende stand der Gewinn der niederländischen Meisterschaft. Zu Beginn der folgenden Saison gewann man den Superpokal. Hofland ließ in der Champions League ebenfalls gute Leistungen folgen. Ihm lagen danach Angebote von Manchester United und des AC Mailand vor. Im Herbst 2002 erlitt er einen Sehnenriss im linken Knöchel und verlor während seiner Verletzungspause seinen Stammplatz an Wilfred Bouma. In der Winterpause der Saison 2003/04 zug Hofland einen Vereinswechsel in Erwägung. Mit Tottenham Hotspur und Sampdoria Genua hatten zwei Klubs aus dem Ausland ihr Interesse an ihm bekundet; zu einem Wechsel kam es allerdings nicht. Im Frühjahr 2004 brachte Guus Hiddink, der in der Zwischenzeit Gerets’ Nachfolger geworden war, Hofland gegenüber zum Ausdruck, dass er mit ihm nicht mehr für die erste Elf plane.

#### VfL Wolfsburg
Eric Gerets war in der Zwischenzeit Trainer beim VfL Wolfsburg geworden. Dies war einer der Gründe für den Wechsel Hoflands zur Saison 2004/05 zum VfL. Hofland habe laut eigenen Aussagen Gerets „nicht vergessen“, dass dieser ihn beim PSV Eindhoven zum Stammspieler gemacht und ihn in die Nationalmannschaft verholfen hatte. Er versprach sich von seinem Wechsel nach Wolfsburg die Rückkehr in die Nationalmannschaft und wollte dem VfL Wolfsburg zu internationalem Erfolg verhelfen. Am 7. August 2004 gab er sein Debüt für die Wolfsburger zum Auftakt der Bundesliga gegen Borussia Dortmund in der Anfangself. Er eroberte sich in der Folgezeit einen Stammplatz. Er spielte mit dem Klub in seiner ersten Saison im Mittelfeld – wenngleich der neunte Tabellenplatz in der ersten Spielzeit für die Qualifikation zum UI-Cup ausreichte – und in den nächsten zwei Spielzeiten um den Klassenerhalt.

#### Feyenoord Rotterdam
Zur Saison 2007/08 kehrte Hofland in die Niederlande zurück zu Feyenoord Rotterdam. In seiner ersten Saison kam er für Feyenoord in 27 Partien zum Einsatz und erzielte ein Tor. Mit diesem Klub gewann er in seiner ersten Saison den niederländischen Pokal nach einem 2:0-Finalsieg gegen Roda JC Kerkrade. Das Finale war auch sein einziger Einsatz im Pokalwettbewerb. In der Folgesaison kam er in 20 Spielen zum Einsatz, in denen er ein Tor erzielte und eines vorbereitete. Ferner kamen fünf Einsätze im UEFA-Pokal hinzu. 2009/10 verlor er seinen Stammplatz und kam lediglich in acht Spielen (ein Tor) zum Einsatz.

#### AEK Larnaka
Zur Saison 2010/11 wurde Hofland an den zyprischen Verein AEK Larnaka ausgeliehen, bei dem sein Landsmann Jordi Cruyff technischer Direktor war. Dort eroberte sich Hofland einen Stammplatz. Nach einem halben Jahr wurde das Leihverhältnis in einen kompletten Wechsel überführt. Zum Saisonende standen 22 Einsätze und fünf Tore im Punktspielbetrieb sowie drei Einsätze in der Meisterrunde. Hofland kam in der Folgesaison verletzungsbedingt in lediglich elf Spielen zum Einsatz. In jener Spielzeit stand AEK Larnaka in der Gruppenphase der Europa League, in der Hofland in drei Spielen zum Einsatz kam. 2012 beendete er wegen seiner Verletzungen seine Karriere.

### Nationalmannschaft
Kurze Zeit nach seinem Wechsel zur PSV Eindhoven im Herbst 2000 spielte Hofland erstmals in der niederländischen A-Nationalmannschaft. In der Folgezeit kamen weitere fünf Einsätze hinzu. Er galt zu dieser Zeit als der „kommende Defensivmann“. Wegen seines ab Herbst 2002 beginnenden verletzungsbedingten Ausfalls verlor er seinen Stammplatz in Eindhoven und in der Nationalelf an Wilfred Bouma. Folglich nominierte Dick Advocaat Hofland auch nicht für das niederländische Aufgebot zum EM-Endrundenturnier 2004. Von seinem Wechsel zum VfL Wolfsburg hatte sich Hofland, verbunden mit der Rückkehr in die niederländische „Elftal“, eine bessere Aussicht auf eine Teilnahme an der WM-Endrunde 2006 erhofft. Er wurde am 3. August 2004 in die Nationalmannschaft zurückgeholt, als Advocaats Nachfolger, Marco van Basten, ihn für das Freundschaftsspiel am 18. August 2004 in Schweden aufbot. Gegen die Schweden stand er in der Anfangself und wurde auch nicht ausgewechselt; es war sein letztes Länderspiel.

### Als Trainer
Am 15. Februar 2018 übernahm er bei Fortuna Sittard den Posten des Co-Trainers. 2020 wurde er Cheftrainer, nach einem misslungenen Saisonstart mit drei Unentschieden und sieben Niederlagen aber entlassen.
Zur Saison 2021/22 kehrte Hofland zum VfL Wolfsburg zurück und wurde gemeinsam mit Michael Frontzeck Co-Trainer des neuen Cheftrainers Mark van Bommel. Ende Oktober 2021 wurden van Bommel und Hofland nach wettbewerbsübergreifend 8 sieglosen Spielen in Folge freigestellt.
Zur Saison 2022/23 übernahm er den niederländischen Club Willem II Tilburg.

## Karriere als Funktionär
Ab Oktober 2012 war er als technischer Direktor bei seinem ersten Profiverein Fortuna Sittard tätig.

## Privates
Hofland ist verheiratet und vierfacher Vater.